# Klášter Sankt Anna in der Wüste
Klášter Sankt Anna in der Wüste je zrušený klášter u dolnorakouského města Mannersdorf am Leithagebirge, ležící v Přírodním parku Mannersdorf-Wüste. Je památkově chráněn.

## Historie
Klášter, jehož areál se rozprostírá na ploše o 115 hektarech a je obehnán kamennou zdí, byl založen roku 1644 třetí manželkou císaře Ferdinanda III. Eleonorou Magdalenou Gonzagovou, jež vlastnila tamější panství Scharfeneck. Byl spravován řádem bosých karmelitánů. Jeho název je odvozen od latinského slova eremos, což v překladu znamená odloučený. Německý název vznikl však nepřesným překladem a označuje lokaci kláštera v poušti. V klášteře se nacházela knihovna, kostel sv. Anny s třípatrovou věží a 18 cel pro mnichy. Náležel k němu rybník, ovocný sad, tři kamenolomy a vápenka. U hlavního vchodu se nachází Leopoldskapelle a budova vrátnice. Během druhého vídeňského  tureckého obléhání v roce 1683 byl klášter vypálen. Za vlády Marie Terezie byl klášter opět obnoven, avšak za panování jejího syna Josefa II. byl klášter 1. září 1783 definitivně zrušen. Objekty bývalého kláštera byly užívány pro potřeby myslivců, interiér kostela jako skladovací prostory.

V roce 1986 byla zřícenina kláštera staticky zajištěna a nově zastřešena. Dnes je využíván k pořádání četných kulturních a společenských akcí a nachází se v něm návštěvnické centrum věnované přírodního parku.